# Fraters van Tilburg

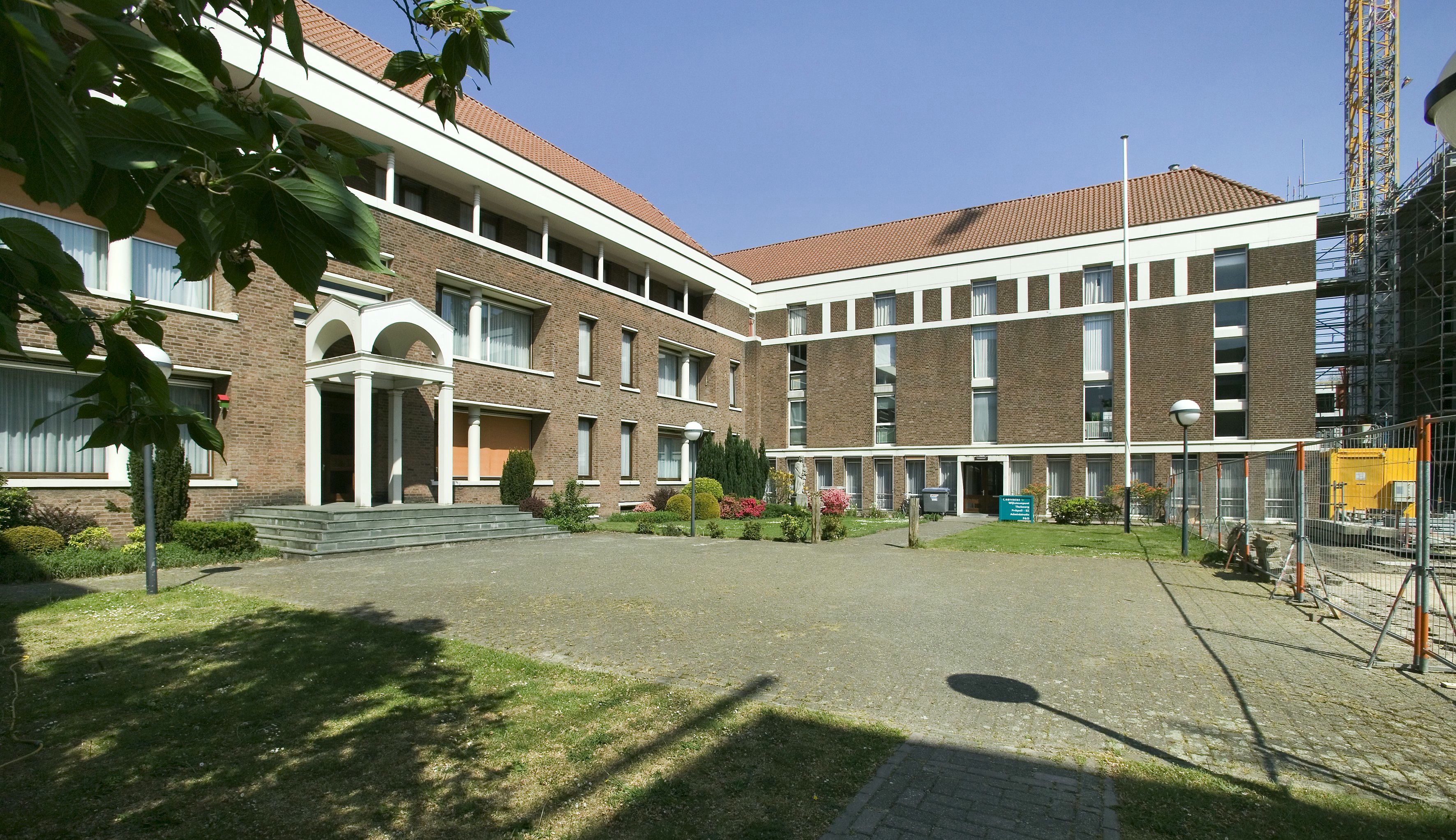
Binnenplaats moederhuis Fraters van Tilburg (2007)

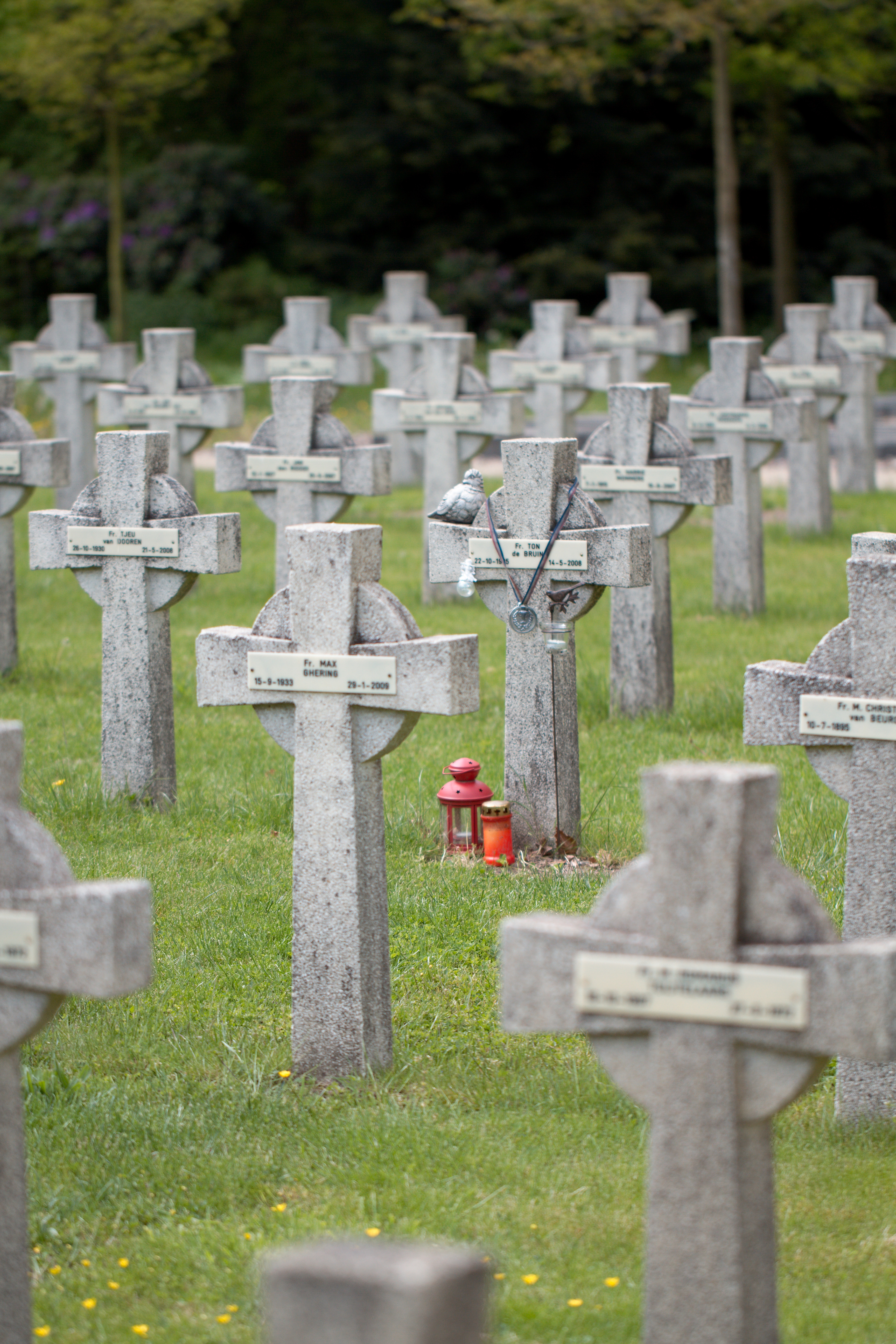
De begraafplaats van de Fraters van Tilburg (2010)

De Congregatie van Onze Lieve Vrouw, Moeder van Barmhartigheid, (Latijn: Congregatio Fratrum Beatae Mariae Virginis Matris Misericordiae, of korter: Congregatio Matris Misericordiae, afkorting C.M.M.), beter bekend als Fraters van Tilburg, is een rooms-katholieke broedercongregatie. De congregatie van fraters is vooral bekend vanwege haar rol in het (speciaal) onderwijs.

## Geschiedenis
Deze congregatie werd in 1844 opgericht in 's-Hertogenbosch door Monseigneur Joannes Zwijsen (1794-1877), toen bisschop-coadjutor van het bisdom 's-Hertogenbosch. De congregatie houdt zich bezig met onderwijs en opvoeding van doven, blinden, wezen en verlaten kinderen, en verder met verpleging en missiewerk. 
In Nederland vestigden de fraters van Tilburg zich op tientallen plaatsen, speciaal in Noord-Brabant, waar zij met name scholen oprichtten voor katholiek onderwijs aan jongens, zoals bijvoorbeeld in Deurne aan de Visser. In België waren er lange tijd vestigingen in Maaseik, Zonhoven, Hasselt, Lanaken en Houthalen. Thans is er nog een verblijfplaats voor de resterende Fraters van Tilburg, namelijk in Zonhoven. 

## Betekenis voor het onderwijs
De Fraters van Tilburg hebben zich bijzonder ingezet voor het katholiek onderwijs. Niet alleen stichtten zij vele scholen, zij ontwikkelden ook zelf onderwijsmethodes. Generaties schoolkinderen hebben leren lezen aan de hand van  de leesmethode Ik lees al (1909-1910) van Jos.M. Reynders en Nicetas Doumen; en later de methode Veilig leren lezen van frater Caesarius Mommers, de leesvader van Nederland. De beschikking te hebben over een eigen drukkerij, de Drukkerij van het R.K. Jongensweeshuis, en een uitgeverij speelde hierbij een grote rol. Het fonds van de uitgeverij is later overgegaan in Uitgeverij Zwijsen. De verzameling voorwerpen over de geschiedenis van het schrift die een van de fraters bijeenbracht vormde de basis van het Tilburgse museum Scryption.

## Missie internationaal
De fraters waren actief in de Nederlandse koloniën en, na de Tweede Wereldoorlog, ook daarbuiten. Ze hebben met name een belangrijke rol gespeeld in de ontwikkeling van het onderwijs en de dovenzorg op Curaçao en in Suriname. Daarentegen is het opleiden van lokale fraters er nooit van de grond gekomen. Momenteel zijn er nog fraters van Tilburg aanwezig in Indonesië en Kenia. 

In het archief van het Fraterhuis aan de Gasthuisring te Tilburg bevindt zich veel materiaal over de missionaire activiteiten, onder andere een doctoraalscriptie aan de universiteit van Utrecht over het onderwijs in Suriname. Daaruit blijkt dat de Fraters naast de oriëntatie op Nederland ook aan heemkunde deden, waarvoor ze eigen methoden ontwikkelden o.a. op het gebied van aardrijkskunde, biologie en geschiedenis. In Suriname hebben de laatste fraters in 1982 het onderwijs verlaten. Onder hen die les hebben gehad van de fraters bevinden zich bekende personen zoals de verzetsstrijders Anton de Kom en Lou Lichtveld en de oud-presidenten Ronald Venetiaan en Desi Bouterse. 

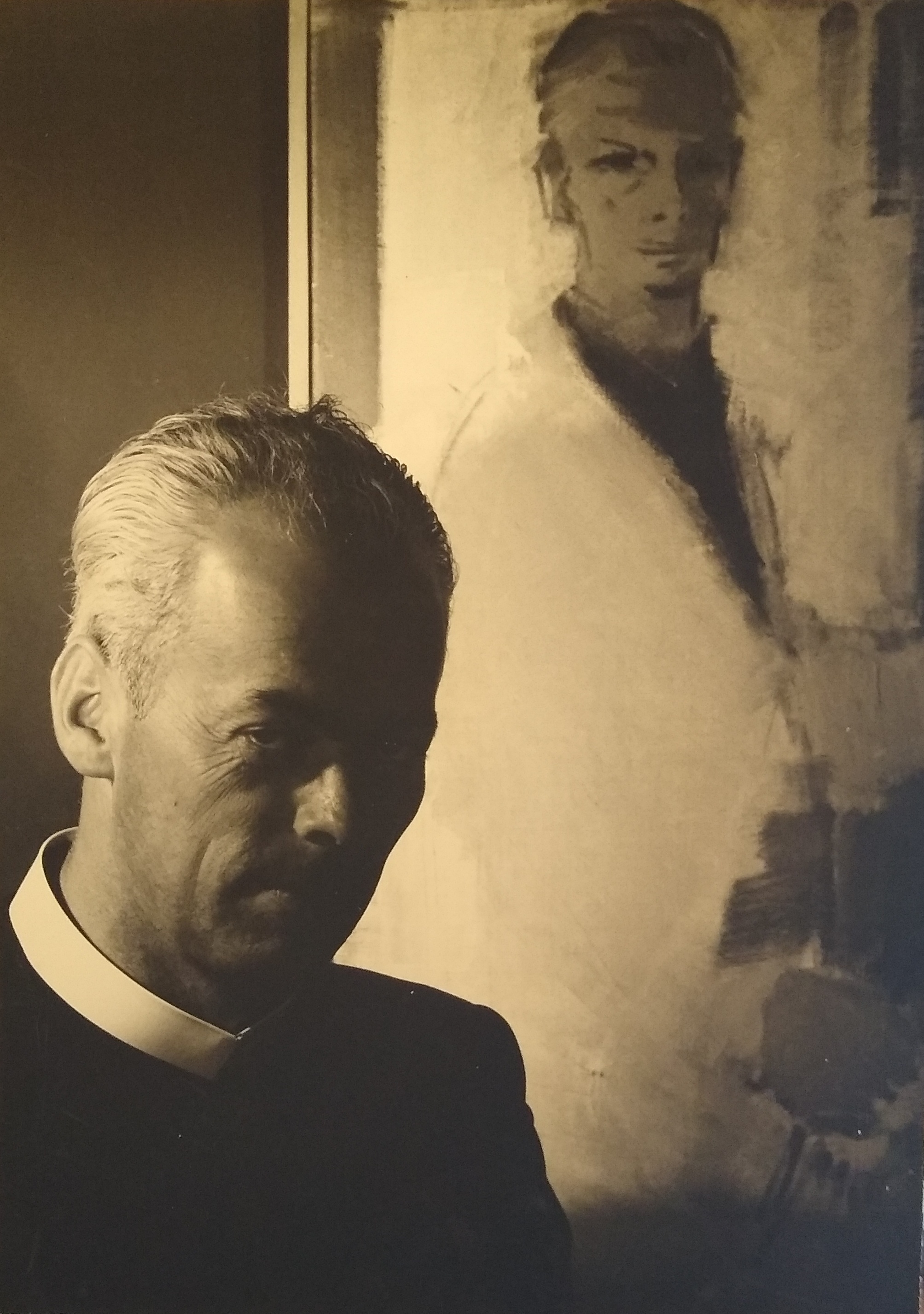
Frater-kunstenaar Humberto Wouters

Achtereenvolgende missiegebieden (jaartal vanaf):
- 1886 Curaçao
- 1902 Suriname
- 1923 Nederlands-Indië (Sumatra, Sulawesi)
- 1958 Kenia en Congo
- 1959 Namibië
- 1960 Brazilië

## Bekende fraters
- Superior De Beer (1821-1901), overste
- Frater Andreas (1841-1917), onderwijsfrater
- Radulphus Hermus (1869-1961), missionaris in Curaçao
- Franciscus van Ostaden (1896-1961), kinderboekenschrijver
- Richard Abbenhuis (1897-1982), missionaris in Suriname
- Humberto Wouters, (1920-1999), kunstenaar
- Caesarius Mommers (1925-2007), leesonderwijsman

## Beweging van Barmhartigheid
Vanuit de Fraters van Tilburg is de Beweging van Barmhartigheid ontstaan, die een hedendaagse vorm wil geven aan de spiritualiteit van Vincentius a Paulo en Franciscus van Sales waarop Zwijsen zich oriënteerde.